# Sielsowiet Dobromyśl
Sielsowiet Dobromyśl (biał. Дабромысленскі сельсавет; ros. Добромысленский сельсовет) – sielsowiet na Białorusi, w obwodzie brzeskim, w rejonie iwacewickim, z siedzibą w Dobromyślu.
Według spisu z 2009 sielsowiet Dobromyśl zamieszkiwało 1319 osób, w tym 1274 Białorusinów (96,59%), 24 Rosjan (1,82%), 7 Polaków (0,53%), 6 Ukraińców (0,45%), 7 osób innych narodowości i 1 osoba, która nie podała żadnej narodowości. Do 2020 liczba mieszkańców spadła do 900 osób, zamieszkujących w 420 gospodarstwach domowych.
Największą miejscowością jest Dobromyśl z 438 mieszkańcami, a kolejną Sielec (207 mieszkańców). Żadną z pozostałych miejscowości nie zamieszkuje więcej niż 100 osób.

## Miejscowości
- wsie:
  - Dobromyśl
  - Hladzienie
  - Sielec
  - Zakaplicze
- osiedla:
  - Johalin
  - Sasnowy Bor